# Antoni Kolczyński

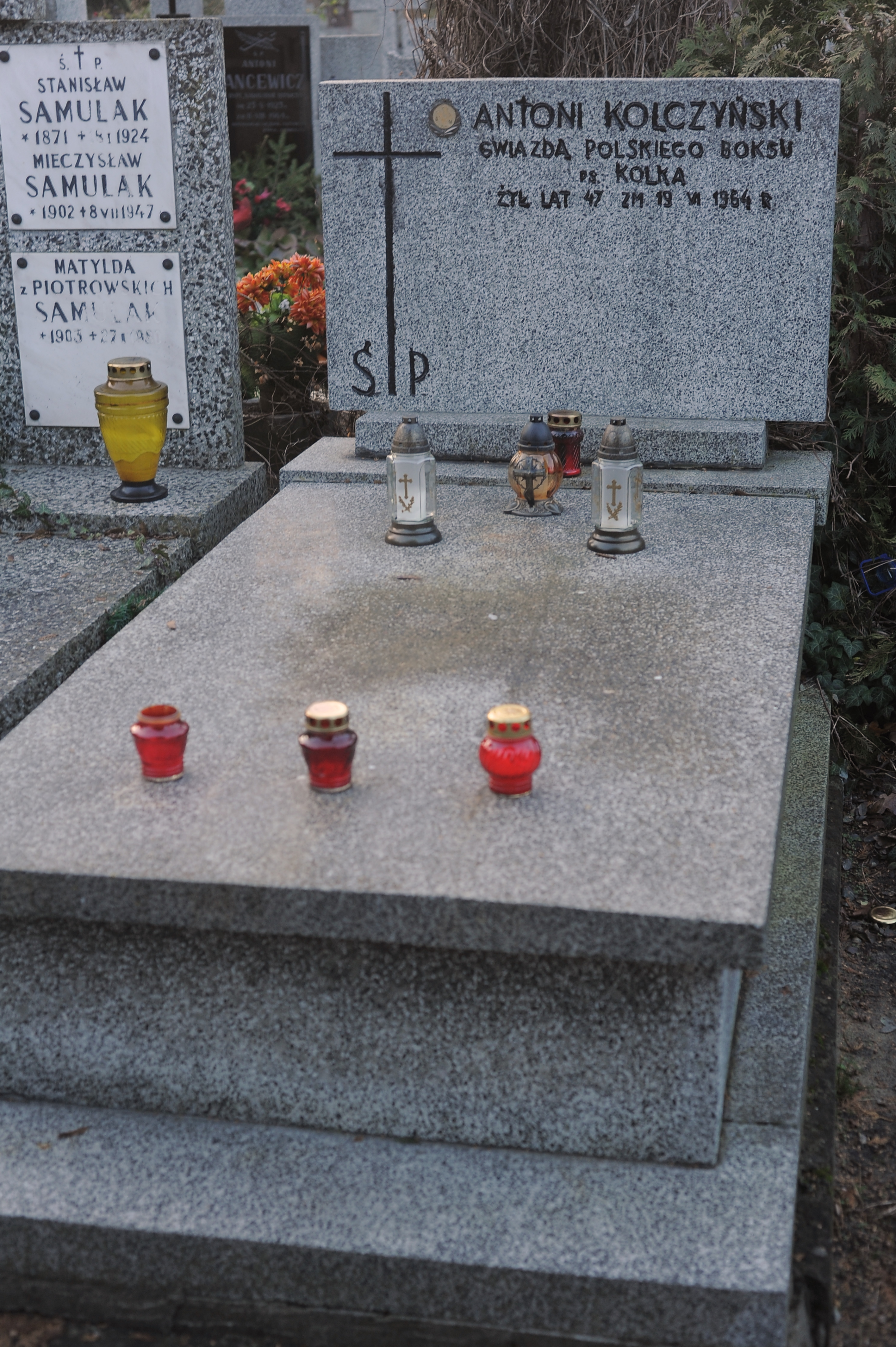
Mộ của Antoni Kolczyński tại Nghĩa trang Bródno ở Warsaw

Antoni ‘’Kolka’’ Kolczyński (sinh ngày 25 tháng 8 năm 1917 - mất ngày 19 tháng 6 năm 1964) là một võ sĩ quyền anh người Ba Lan. Ông là nhà vô địch Châu Âu và vận động viên tham dự Thế vận hội Olympic.
Năm 1937, Antoni Kolczyński đã giành huy chương bạc trong Giải vô địch Ba Lan và trong năm tiếp theo, ông được chọn là võ sĩ xuất sắc nhất của trận quyền anh giữa châu Âu và Hoa Kỳ. Thêm vào đó, vào năm 1938, ông được bầu chọn là vận động viên được yêu thích thứ hai tại Ba Lan trong cuộc bầu chọn trên tạp chí Przeglad Sportowy.
Trong Giải vô địch quyền anh nghiệp dư châu Âu năm 1939 diễn ra tại Dublin, Antoni Kolczyński đã xuất sắc giành được huy chương vàng. Trong trận chung kết ở hạng bán trung, ông đã đánh bại Erik Ågren đến từ Thụy Điển.
Antoni Kolczyński không thể tiếp tục theo đuổi sự nghiệp quyền anh trong Chiến tranh thế giới thứ hai. Sau khi chiến tranh kết thúc, ông không thể lấy lại phong độ như ở những năm 1930. Ông tham gia Thế vận hội Olympic 1948 tại London cũng như các giải đấu khác nhưng không gặt hái được nhiều thành công. Tuy nhiên, Antoni Kolczyński mãi là nhà vô địch hàng đầu của Ba Lan với nhiều chiến thắng trong các cuộc thi cấp quốc gia vào các năm 1946, 1947, 1950 và 1951. Ông  kết thúc sự nghiệp của mình vào năm 1952. Trong cả sự nghiệp, Antoni Kolczyński tham gia tổng cộng 238 trận đấu với kết quả thắng 216 trận và thua 22 trận.